# Carlo Pellion di Persano
Carlo Pellion di Persano (Vercelli, 11 de março de 1806 – Turim, 28 de julho de 1883) foi um almirante e político italiano, comandante da frota italiana na Batalha de Lissa em 1866.
Persano foi nomeado para comandar a frota italiana durante a terceira guerra da independência italiana e, apesar das suas advertências sobre o mau estado dos seus navios e dos seus homens, ele zarpou e sofreu uma derrota na batalha de Lissa . Para reprimir o clamor público após as batalhas de Lissa e Custoza, Persano foi julgado pelo Senado italiano (o único que tinha autoridade para julgar um senador em exercício); foi condenado por incompetência em 15 de abril de 1867 e dispensado do serviço.